# Soliat
Soliat (1465 m n.p.m.) – szczyt w szwajcarskiej części gór Jura, położony w kantonie Neuchâtel. Znajduje się na terenie gminy Montalchez, 15 km na południowy wschód od miasta Neuchâtel, jednak część grzbietu Soliat należy do kantonu Vaud. Na północny wschód od szczytu Soliat znajduje się znacznie lepiej od niego znany kocioł skalny Creux du Van, jedna z najwspanialszych atrakcji całej Jury.